# Долњи Славечи
Долњи Славечи (словен. Dolnji Slaveči, мађ. Alsócsalogány) је насељено место у општини Град, Помурска регија, Словенија.

## Историја
До територијалне реорганизације у Словенији били су у саставу старе општине Мурска Собота.

## Становништво
У попису становништва из 2011. године, Долњи Славечи су имали 425 становника.
| Број становника према пописима | Број становника према пописима | Број становника према пописима |
| ------------------------------ | ------------------------------ | ------------------------------ |
| 1991                           | 2002                           | 2011                           |
| 517                            | 416                            | 425                            |